# Ljoedmila Samsonova

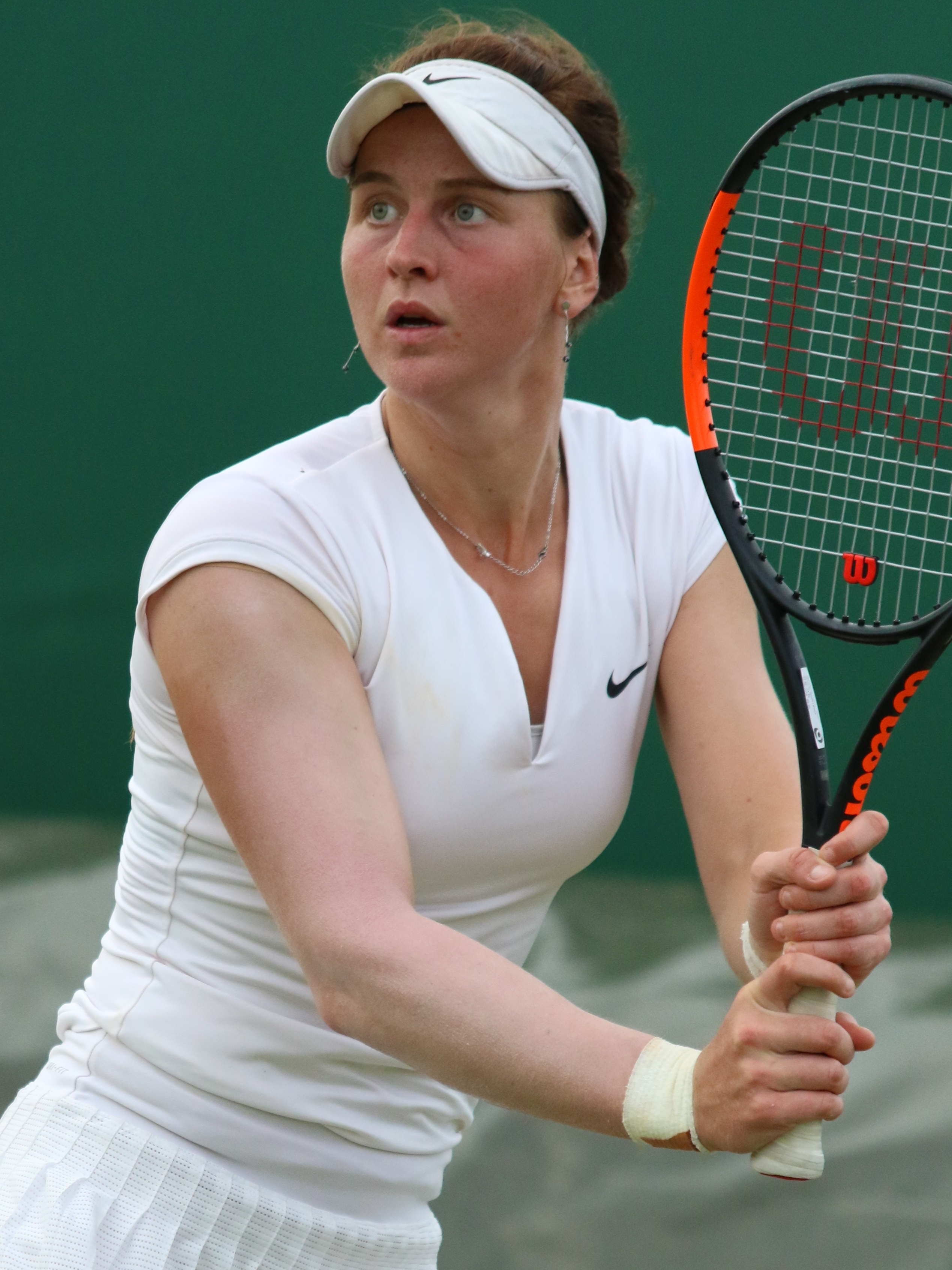
Wimbledon 2019 (kwalificatie)

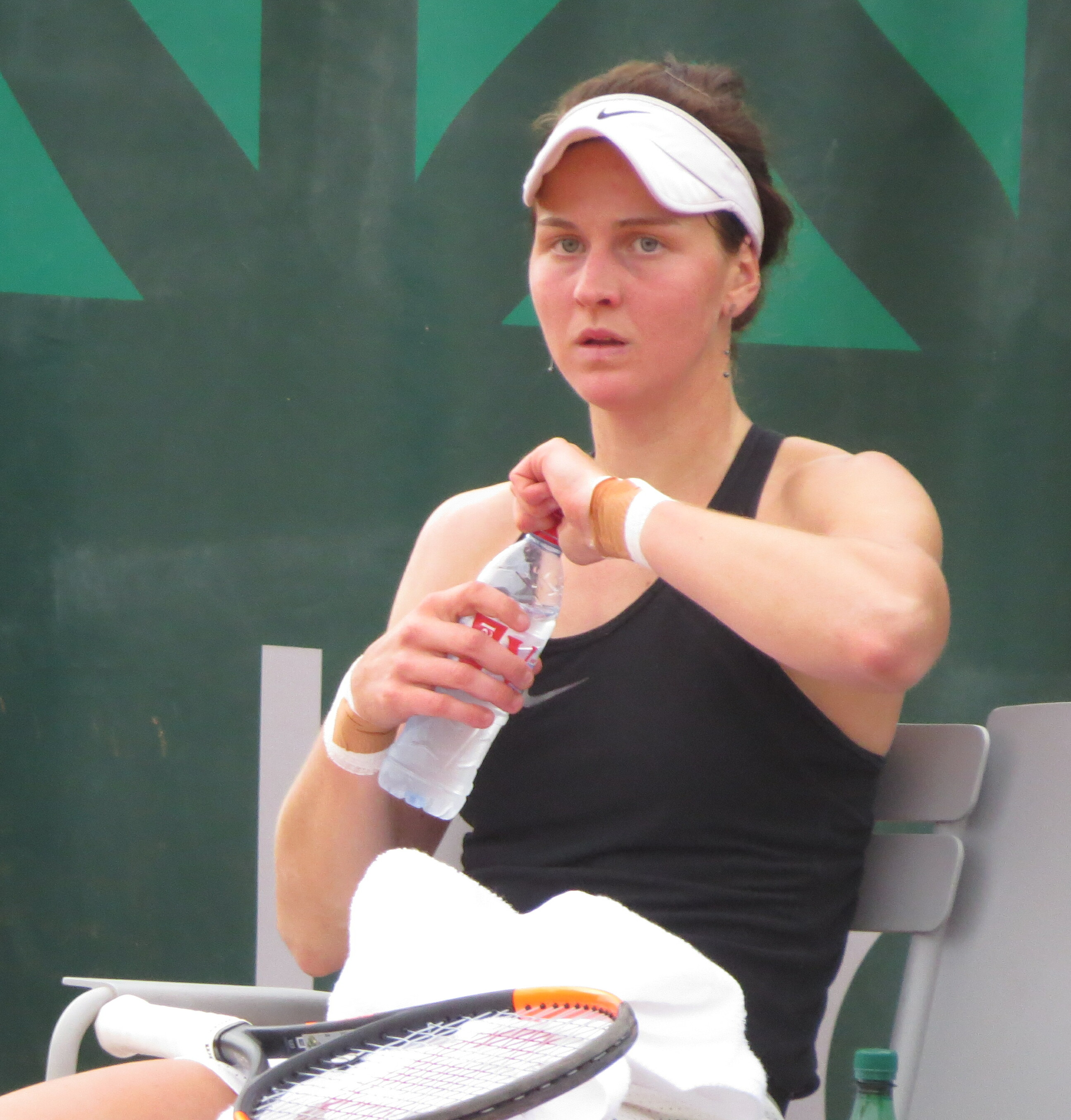
Roland Garros 2019 (kwalificatie)

Ljoedmila Dmitrievna Samsonova (Russisch: Людми́ла Дми́триевна Самсо́нова) (Olenegorsk (Oblast Moermansk), 11 november 1998) is een tennisspeelster uit Rusland. Zij begon op zesjarige leeftijd met het spelen van tennis. Haar favoriete ondergrond is hardcourt. Zij speelt rechtshandig met een tweehandige backhand. Zij is actief in het internationale tennis sinds 2014. Tussen 2014 en 2018 kwam Samsonova uit voor Italië.

## Loopbaan

### Enkelspel
Samsonova debuteerde in 2014 op het ITF-toernooi van Rome (Italië) – zij won er meteen de titel.
In 2019 speelde Samsonova voor het eerst op een grandslamtoernooi, op Roland Garros. In juni 2019 kwam zij binnen in de top 150 van de wereldranglijst. Een maand later bereikte zij de halve finale op het WTA-toernooi van Palermo.
Samsonova stond in 2021 voor het eerst in een WTA-finale, op het toernooi van Berlijn – hier veroverde zij haar eerste titel, door de Zwitserse Belinda Bencic te verslaan. Hiermee kwam zij binnen in de top 100 van de wereldranglijst. In juli bereikte zij de vierde ronde op Wimbledon, haar beste grandslamresultaat tot dat moment. In september maakte zij haar entrée in de top 50.
In augustus 2022 won Samsonova haar tweede WTA-titel op het toernooi van Washington – in de finale bevocht zij de zege tegen de Estische Kaia Kanepi. Drie weken later volgde haar derde titel, in Cleveland waar zij te sterk was voor Aljaksandra Sasnovitsj. De maand erna won zij de vierde op het toernooi van Tokio, met finalewinst op de Chinese Zheng Qinwen. In oktober kwam zij binnen op de top 20.
In februari 2023 kon zij niet ontlopen dat Bencic revanche nam voor Berlijn 2021, op het WTA-toernooi van Abu Dhabi – met deze finaleplaats steeg Samsonova niettemin naar plek 15 van de wereldranglijst.
In juni 2024 won Samsonova haar vijfde WTA-titel in Rosmalen – in de finale versloeg zij de Canadese Bianca Andreescu.
Op Wimbledon 2025 bereikte zij de kwartfinale.
Haar hoogste notering op de WTA-ranglijst is de 12e plaats, die zij bereikte in februari 2023.

### Dubbelspel
Samsonova was in het dubbelspel minder actief dan in het enkelspel. Op het US Open 2021 had zij haar grandslamdebuut, samen met de Luxemburgse Mandy Minella.
Samsonova stond in 2023 voor het eerst in een WTA-finale, op het WTA 1000-toernooi van Dubai, samen met landgenote Veronika Koedermetova – hier veroverde zij haar eerste titel, door de Taiwanese zussen Latisha Chan en Chan Hao-ching te verslaan. Hiermee maakte zij haar entrée tot de top 100 van de wereldranglijst. In juni steeg zij verder naar de mondiale top 50, na het bereiken van de kwartfinale op Roland Garros, aan de zijde van landgenote Veronika Koedermetova.
In september 2024 won Samsonova haar tweede WTA-titel, op het toernooi van Seoel, met de Amerikaanse Nicole Melichar-Martinez aan haar zijde.
Haar hoogste notering op de WTA-ranglijst is de 38e plaats, die zij bereikte in juli 2025.

### Tennis in teamverband
In 2021 maakte Samsonova deel uit van het Russische Fed Cup-team – zij behaalde daar een winst/verlies-balans van 5–0. In de finale wonnen zij van Zwitserland, en gingen met de beker naar huis.

## Posities op deWTA-ranglijst
Positie per einde seizoen:
| jaar | rang enkelspel | rang dubbelspel |
| ---- | -------------- | --------------- |
| 2014 | 850            | 1154            |
| 2015 | –              | 1012            |
| 2016 | 1078           | 818             |
| 2017 | 552            | 791             |
| 2018 | 180            | 841             |
| 2019 | 139            | –               |
| 2020 | 127            | –               |
| 2021 | 39             | 1348            |
| 2022 | 20             | 197             |
| 2023 | 16             | 45              |
| 2024 | 27             | 58              |

## Resultaten grandslamtoernooien
| Legenda | Legenda                          |
| ------- | -------------------------------- |
| g.t.    | geen toernooi gehouden           |
| l.c.    | lagere categorie                 |
| –       | niet deelgenomen                 |
| G       | uitgeschakeld in de groepsfase   |
| 1R      | uitgeschakeld in de eerste ronde |
| 2R      | uitgeschakeld in de tweede ronde |
| 3R      | uitgeschakeld in de derde ronde  |
| 4R      | uitgeschakeld in de vierde ronde |
| KF      | uitgeschakeld in de kwartfinale  |
| HF      | uitgeschakeld in de halve finale |
| F       | de finale verloren               |
| W       | het toernooi gewonnen            |
| w-v     | winst/verlies-balans             |

### Enkelspel
| toernooi        | 2019 | 2020 | 2021 | 2022 | 2023 | 2024 | 2025 |
| --------------- | ---- | ---- | ---- | ---- | ---- | ---- | ---- |
| Australian Open | –    | 1R   | 2R   | 2R   | 2R   | 1R   | 2R   |
| Roland Garros   | 1R   | 1R   | –    | 1R   | 2R   | 3R   | 4R   |
| Wimbledon       | –    | g.t. | 4R   | –    | 1R   | 3R   | KF   |
| US Open         | –    | 1R   | 2R   | 4R   | 3R   | 4R   |      |

### Vrouwendubbelspel
| toernooi        | 2021 | 2022 | 2023 | 2024 | 2025 |
| --------------- | ---- | ---- | ---- | ---- | ---- |
| Australian Open | –    | 1R   | 1R   | –    | 2R   |
| Roland Garros   | –    | 1R   | KF   | –    | 2R   |
| Wimbledon       | –    | –    | –    | 1R   | 3R   |
| US Open         | 1R   | 1R   | 2R   | 1R   |      |

### Gemengd dubbelspel
| toernooi        | 2023 | 2024 |
| --------------- | ---- | ---- |
| Australian Open | –    | 2R   |
| Roland Garros   | –    | 2R   |
| Wimbledon       | 2R   | –    |
| US Open         | –    | –    |

## Palmares
| Legenda                 |
| ----------------------- |
| Grandslamtoernooi       |
| Olympische Spelen       |
| Year-End Championships  |
| Premier Mandatory       |
| Premier Five / WTA 1000 |
| Premier / WTA 500       |
| International / WTA 250 |
| Challenger / WTA 125    |

### WTA-finaleplaatsen enkelspel
| nr.              | finale     | toernooi        | ondergrond | tegenstandster         | score         |         |
| ---------------- | ---------- | --------------- | ---------- | ---------------------- | ------------- | ------- |
| gewonnen finales |            |                 |            |                        |               |         |
| 1.               | 2021-06-20 | WTA Berlijn     | gras       | Belinda Bencic         | 1-6, 6-1, 6-3 | details |
| 2.               | 2022-08-07 | WTA Washington  | hardcourt  | Kaia Kanepi            | 4-6, 6-3, 6-3 | details |
| 3.               | 2022-08-27 | WTA Cleveland   | hardcourt  | Aljaksandra Sasnovitsj | 6-1, 6-3      | details |
| 4.               | 2022-09-25 | WTA Tokio       | hardcourt  | Zheng Qinwen           | 7-5, 7-5      | details |
| 5.               | 2024-06-16 | WTA Rosmalen    | gras       | Bianca Andreescu       | 4-6, 6-3, 7-5 | details |
| verloren finales |            |                 |            |                        |               |         |
| 1.               | 2023-02-12 | WTA Abu Dhabi   | hardcourt  | Belinda Bencic         | 6-1, 6-7, 4-6 | details |
| 2.               | 2023-08-13 | WTA Montréal    | hardcourt  | Jessica Pegula         | 1-6, 0-6      | details |
| 3.               | 2023-10-08 | WTA Peking      | hardcourt  | Iga Świątek            | 2-6, 2-6      | details |
| 4.               | 2025-05-24 | WTA Straatsburg | gravel     | Jelena Rybakina        | 1-6, 7-6, 1-6 | details |

### WTA-finaleplaatsen vrouwendubbelspel
| nr.              | finale     | toernooi     | ondergrond | partner                  | tegenstandsters                  | score            |         |
| ---------------- | ---------- | ------------ | ---------- | ------------------------ | -------------------------------- | ---------------- | ------- |
| gewonnen finales |            |              |            |                          |                                  |                  |         |
| 1.               | 2023-02-25 | WTA Dubai    | hardcourt  | Veronika Koedermetova    | Chan Hao-ching Latisha Chan      | 6-4, 6-7, [10-1] | details |
| 2.               | 2024-09-22 | WTA Seoel    | hardcourt  | Nicole Melichar-Martinez | Zhang Shuai Miyu Kato            | 6-1, 6-0         | details |
| verloren finales |            |              |            |                          |                                  |                  |         |
| 1.               | 2025-06-14 | WTA Rosmalen | gras       | Nicole Melichar-Martinez | Irina Chromatsjova Fanny Stollár | 5-7, 3-6         | details |